# Brokat (Pulver)
Brokat ist eine (historische) Bezeichnung für ein Metallpulver bestehend aus einer Legierung zwischen Kupfer und Zinn (oder Zink) sowie für fein gepulverten und gefärbten Glimmer. Ziel war die Herstellung eines Anstrichs aus Bronze, einer Bronzefarbe.